# حسین‌علی یوسفی
حسین‌علی یوسفی یک سیاستمدار هزاره در بلوچستان پاکستان بود. یوسفی رئیس حزب دموکرات هزاره (HDP) و عضو شورای شهر کویته بود. او در سال ۲۰۰۹ توسط ستیزه‌جویان ناشناخته لشکر جهنگوی ترور شد.

## حرفه سیاسی و اجتماعی
حسین‌علی یوسفی مدرک کارشناسی ارشد خود را از دانشگاه بلوچستان کویته در سال ۱۹۸۵ دریافت کرد. او در دسامبر ۲۰۰۸ رئیس حزب دموکرات هزاره شد. یوسفی دو بار به عنوان رئیس فدراسیون دانشجویی هزاره (۱۹۷۸ تا ۱۹۸۵) انتخاب شد. یوسفی یکی از اعضای اجرایی (تنظیم نسل نو هزاره) برای چندین سال بعد از دهه ۱۹۸۰ بود. او همچنین عضو شورای شهر کویته از ۱۹۸۳ تا ۱۹۸۷ بود. یوسفی از بسیاری از کشورها برای انجام مأموریت صلح و اهداف سیاسی برای هزاره‌ها بازدید کرد.

## ترور
حسین‌علی یوسفی در تاریخ ۲۶ ژانویه ۲۰۰۹ توسط اشخاص ناشناخته در کویته کشته شد. ترور او یکی از بزرگترین تلفات جامعه هزاره بعد از کشته شدن عبدالعلی مزاری در سال ۱۹۹۵ توسط طالبان در افغانستان بوده‌است.

### واکنش‌ها در برابر ترور او
رهبران سیاسی مختلف از پاکستان، مانند آصف علی زرداری و نیز برخی رهبران دیگر کشورها، این ترور سیاسی را محکوم کردند. در برابر این عمل، اعتراضات و تظاهرات مردم در کشورهای مختلف مانند پاکستان، افغانستان کانادا، استرالیا، اروپا و ایالات متحده آمریکا صورت گرفت.